# Rasbora patrickyapi
Rasbora patrickyapi är en fiskart som beskrevs av Tan 2009. Rasbora patrickyapi ingår i släktet Rasbora och familjen karpfiskar. Inga underarter finns listade i Catalogue of Life.